# Carreras (Santa Fé)
Carreras (Santa Fé) é uma comuna da província de Santa Fé, na Argentina.